# Berthe Morisot con un mazzo di violette
Berthe Morisot con un mazzo di violette (Berthe Morisot au bouquet de violettes) è un dipinto del pittore francese Édouard Manet, realizzato nel 1872 e conservato al museo d'Orsay di Parigi.

## Descrizione

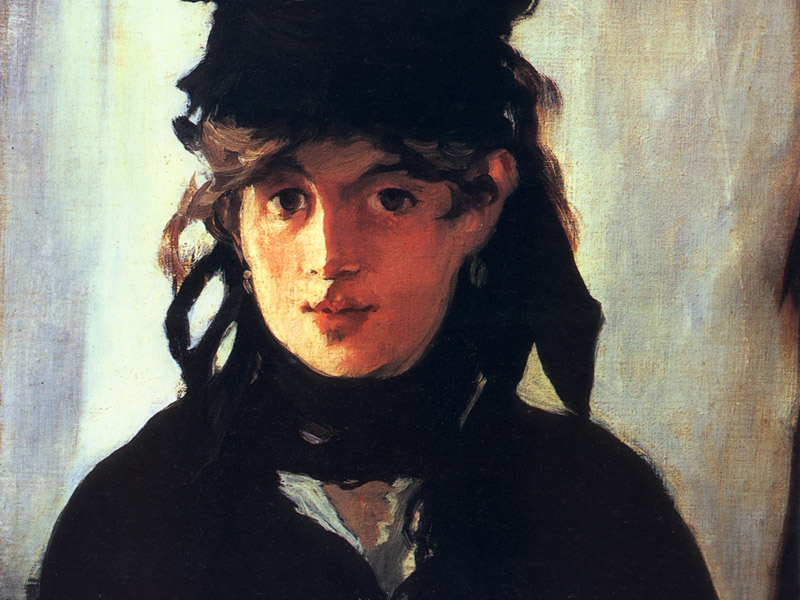
Particolare del volto di Berthe Morisot

Berthe Morisot era una giovane pittrice che affascinò subito Manet che, incantato, la rese protagonista d'elezione di una gran parte dei suoi ritratti. Particolarmente celebre è Berthe Morisot con un mazzo di violette, dove la donna è elegantemente vestita con un abito nero e un cappello à la page dello stesso colore: in prossimità del collo si apre una leggera scollatura, che lascia intravedere una camicetta di pizzo e un po' di carnagione. La mise è completata con alcuni sottogola e nastri per cappelli, ovviamente neri, e infine da un rigoglioso mazzetto di violette, che dà il nome al dipinto. Nell'angolo in alto a destra il dipinto è firmato e datato: «Manet 72».
Anche in questo dipinto Manet si mostra particolarmente attento alle qualità formali dell'opera, orchestrando un raffinato accordo cromatico tra il delicato rosa dell'incarnato dell'effigiata, il bianco omogeneo che si dispiega sullo sfondo e, soprattutto, il nero dei suoi abiti, che appare brillante eppure incredibilmente delicato. Manet, infatti, aveva ben compreso la straripante potenza dei neri, e non si stancava mai di ripeterlo alla Morisot, sua allieva, che con i suoi dipinti già si stava accostando alla tensione cromatica impressionista, secondo la quale il nero va escluso, in quanto «non colore».
Assai particolare è la tessitura luministica del dipinto, che si sostanza di una luce intensa e laterale che, sgorgando da sinistra, si proietta sulla donna in modo che la porzione sinistra del suo volto brilla, mentre quella destra rimane ombreggiata: in questo modo «Berthe Morisot sembra essere solo ombra e luce», per usare le parole del museo d'Orsay. L'effetto che ne deriva, in ogni caso, è molto suggestivo, a tal punto che il dipinto è unanimemente considerato uno dei risultati più elevati della ritrattistica di Manet: entusiastiche furono le lodi di Paul Valéry, secondo cui «nell'intera produzione di Manet non c'è nulla che uguagli il ritratto di Berthe Morisot, eseguito nel 1872. Mi ha colpito il nero, il nero assoluto, e quel viso dagli occhi grandi, la cui vaga fissità dà un senso di distrazione profonda e offre, in qualche modo, una presenza di assenza».